# Единоборство Мстислава с Редедей
«Единоборство Мстислава с Редедей» — картина русского художника Николая Константиновича Рериха, написанная в 1943 году.
Рерих изобразил исторический сюжет, повествующий о победе черниговского князя Мстислава Владимировича над Редедей, предводителем племени касогов. В Лаврентьевской летописи под 1022 годом сообщается, что произошло столкновение между войсками касогов и русичами. Во избежание кровопролития князья Мстислав и Редедя договорились вступить в поединок между собой, с условием что войско побеждённого князя признает своё поражение. Князья сошлись в поединке и Редедя, обладая огромной физической силой, стал побеждать. Однако Мстислав в итоге одержал победу, обратившись с молитвой о заступничестве к Богородице и заколов противника припрятанным ножом.
Сюжет картины выбран неслучайно: Рерих создавал её в переломный год Великой Отечественной войны. Художник с помощью яркой декоративности, характерной для многих его работ, сумел передать крайнее напряжение боя. В годы войны Рерих неоднократно обращался в своём творчестве к теме Родины. В этот период он создал ряд картин — «Поход Игоря», «Борис и Глеб», «Александр Невский», «Партизаны», «Победа» и другие, в которых использует образы русской истории и предрекает победу русского народа над фашизмом. «Единоборство Мстислава с Редедей» было передано в Русский музей в 1960 году Юрием Николаевичем Рерихом по завещанию автора.